# Четвериков, Владимир Анатольевич
Владимир Анатольевич Четвериков (6 октября 1940, Ленинград — 16 июня 2000, там же) — советский актёр театра и кино.

## Биография
Владимир Четвериков родился 6 октября 1940 года в Ленинграде. Его отец был инженер, а мать — врачом. Семья пережила блокаду Ленинграда в 1941—1944 годах. В школе Владимир Четвериков занимался музыкой и спортом, играл в театральной студии Дворца имени Ленсовета. После школы работал санитаром в 1-м Ленинградском медицинском институте.
В 1960—1965 годах учился на актёрском отделении Ленинградского театрального института имени А. Н. Островского (позже — ЛГИТМиК; курс Б. Е. Жуковского (1900—1963), с 1963 года — А. Ф. Борисова).
В 1965 году был приглашён Г. А. Товстоноговым в Ленинградский БДТ, в котором служил до 1975 года. В это же время активно снимался в кино (особенно заметна его главная роль в фильме «Верность»).
Во время съёмок фильма «Нейтральные воды» (1968) приходилось часто находиться в морской воде и актёр заболел пневмонией. После этого он перестал сниматься в фильмах, требующих больших физических нагрузок. Одновременно его преследовали неудачи в личной жизни. Его вторая жена, гражданка Чехословакии, уехала на родину и забрала их дочь, лишив его возможности видеться с ней. В 1975 году он ушёл из театра, короткое время работал на студии «Ленфильм», однако вскоре совсем ушёл из актёрской профессии.
Работал какое-то время экскурсоводом. Последние годы жил вместе с сестрой, актрисой Натальей Четвериковой, и её мужем актёром Михаилом Самочко.
Умер 16 июня 2000 года, похоронен на Волковском православном кладбище Санкт-Петербурга вместе с матерью, пережившей его лишь на 10 дней.

### Семья
- Отец — Анатолий Александрович Четвериков (1913—1996), инженер.
- Мать — Людмила Александровна Четверикова (1917—2000), врач-терапевт.
- Сестра — актриса Наталья Анатольевна Четверикова (род. 1947), заслуженная артистка РСФСР.

## Творчество

### Театральные работы
Большой драматический театр имени М. Горького (1965 — 1975): 
- 1966 — «Сколько лет, сколько зим!»  В. Ф. Пановой. Режиссёры:  Г. А. Товстоногов и Р. А. Сирота — Славик
- 1967 — «Традиционный сбор» В. С. Розова. Режиссёры:  Г. А. Товстоногов и Р. А. Сирота — Тимофей Пухов
- 1967 — «...Правду! Ничего, кроме правды!!!» Д. Аля — Александр Ульянов, осужденный
- 1968 — «Счастливые дни несчастливого человека» А. Н. Арбузова. Постановка Ю. Е. Аксенова — Второй в Хоре
- 1969 — «С вечера до полудня» В. С. Розова — Альберт
- 1969 — «Два театра» Е. Шанявского. Постановка Эрвина Аксера (Польша). Режиссёр: Р. А. Сирота — Юноша
- 1971 — «Валентин и Валентина» М. Рощина. Постановка А. Г. Товстоногов. Руководитель постановки: Г. А. Товстоногов — Валентин
- «Мещане» М. Горького. Режиссёр: Г. А. Товстоногов — Шишкин, студент

### Фильмография

#### Актёр
1. 1962 — Когда разводят мосты — одноклассник Валерия (нет в титрах)
2. 1965 — Верность — Юра Никитин, курсант
3. 1965 — Сегодня — новый аттракцион — курсант в ресторане (нет в титрах)
4. 1968 — Нейтральные воды — Гридасов
5. 1969 — Правду! Ничего, кроме правды! (телеспектакль) — Александр Ульянов, осужденный
6. 1969 — Неравный бой (телеспектакль)
7. 1970 — Чайка — Константин Треплев
8. 1970 — Пьер и Люс (телеспектакль) — Пьер
9. 1971 — Мещане (телеспектакль) — Шишкин, студент
10. 1972 — Четверо под одной крышей (телеспектакль) — Серёжа
11. 1973 — С вечера до полудня (телеспектакль) — Альберт

#### Озвучивание
1. 1964 — Большие гонки (The Great Race; США) — Рольф фон Струп (роль Росса Мартина)
2. 1974 — История мёртвого человека (Prípad mrtvého muze; Чехословакия)
3. 1974 — Ужицкая республика (Uzicka Republika; Югославия)
4. 1976 — Долгое путешествие к морю (Ilga kelionė prie jūros; Литовская киностудия) — фокусник (роль В. Ятаутиса)
5. 1976 — Тайна яхты «Айвенго» (To agistri; Греция) — Ник Виталис (роль Роберта Белинга)